# إريك مولر (دراج)
إريك مولر (بالألمانية: Erich Möller)‏ هو دراج ألماني، ولد في 3 مايو 1905 في هانوفر في ألمانيا، وتوفي في 24 مايو 1964 في باد هاغزبورغ في ألمانيا.

## وصلات خارجية
- إريك مولر على موقع أرشيف الدراجات (الإنجليزية)